# Usi
usi（ウシ、1988年 - ）は、日本のイラストレーター、漫画家。

## 経歴・人物
男性。静岡県出身。血液型はB型。大学を卒業後、書籍やCDジャケットなどを中心にイラストレーターとして活動しており、それと並行してwebや紙媒体でのデザインも行っている。

## 主な作品

### 漫画
- 『エソラゴト』ガンガンONLINE
- 「快速マガジン［第1号］」 - 快速東京のプロモーション漫画[2]

### イラスト
- 「四季（冬・春）」（ガンガンONLINE 2008年12月25日）
- 「秋」（ガンガンONLINE 2010年10月28日）
- 『ザ・ジャグル-汝と共に平和のあらんことを』ハヤカワ文庫JA - シリーズ表紙イラスト
- 「S-Fマガジン（2011年2月号）」早川書房 - 表紙[3]
- 「界遊005」(雑誌) Yu-Kai 2011年3月 - 表紙イラスト
- 『インサイダー取引で儲ける人たち』高島ゆう / アスペクト、2011年9月 - 表紙イラスト[4]
- 『天帝のはしたなき果実』古野まほろ / 幻冬舎文庫 - 表紙イラスト
- 『天帝のあまかける墓姫』古野まほろ / 幻冬舎文庫 - 表紙イラスト
- 『RANK』真藤順丈 / ポプラ文庫 - 表紙イラスト
- 「Solar Stream」Studio IIG - ジャケットイラスト
- 『寮の七日間』ポプラ文庫ピュアフル - 表紙イラスト
- 『リライト』法条遙 / 早川書房、2012年4月 - 装画イラスト
- 「S-Fマガジン（2012年5月号）」早川書房 - 「SF Image Gallery Second Season 第5回」イラスト[5]
- 『天帝のつかわせる御矢』古野まほろ / 幻冬舎文庫、2012年6月 - 表紙イラスト
- 「初音ミク×earth music & ecology Japan Label」第4弾 - イメージイラスト
- 『仮契約のシンデレラ』私立恵比寿中学 - サブカル盤（通常盤）ジャケットイラスト[6]
- 『リライト』法条遙 / ハヤカワ文庫JA、2013年7月 - 表紙イラスト
- 『リビジョン』法条遙 / ハヤカワ文庫JA、2013年7月 - 表紙イラスト
- 『Juke books』アンソロジー / 旅の道文庫、2013年9月 - 表紙イラスト
- 『超巨大密室殺人事件』二宮敦人 / 角川ホラー文庫、2013年11月 - 表紙
- 『サヨナラ自転車』櫻川さなぎ / ディスカヴァー・トゥエンティワン、2013年11月 - 表紙
- 「カケルの世界」森田季節 /　S-Fマガジン第55巻第2号（2013年12月発売） - 扉&挿画
- 『5分後に意外な結末 ①赤い悪夢』 / 学研、2013年12月6日 - 表紙イラスト
- 『5分後に意外な結末 ②青いミステリー』 / 学研、2013年12月6日 - 表紙イラスト
- 『5分後に意外な結末 ③白い恐怖』 / 学研、2013年12月20日 - 表紙イラスト
- 『オセロ●○』竹内雄紀 / ハルキ文庫、2014年1月8日 - 表紙イラスト
- 『5分後に意外な結末 ④黒いユーモア』 / 学研、2014年1月17日 - 表紙イラスト
- 『5分後に意外な結末 ⑤黄色い悲喜劇』 / 学研、2014年1月17日 - 表紙イラスト
- 『My Humanity』長谷敏司 / ハヤカワ文庫JA、2014年2月 - 表紙イラスト
- 『ただし少女はレベル99』汀こるもの / 講談社ノベルス、2014年2月 -  表紙イラスト
- 『天帝の愛でたまう孤島』古野まほろ / 幻冬舎文庫 - 表紙イラスト
- 『路地裏テアトロ』地本草子 / ぽにきゃんBOOKS、2014年4月 - 表紙＆挿画
- 『リアクト』法条遙 / ハヤカワ文庫JA、2014年5月 - 表紙イラスト
- 「読楽（2014年6月号）」徳間書店 - 表紙イラスト
- 『キラー・イン・ザ・モール』築地俊彦 / TO文庫、2014年8月 - 表紙イラスト
- 『プロジェクトぴあの』山本弘 / PHP研究所、2014年8月 - 表紙イラスト
- 『判決はCMのあとで ストロベリー・マーキュリー殺人事件』青柳碧人 / 角川書店、2014年9月 - 表紙イラスト
- 『つめたいオゾン』唐辺葉介 / 富士見L文庫、2014年9月 - 表紙イラスト
- 『レベル98少女の傾向と対策』汀こるもの / 講談社ノベルス、2014年10月 - 表紙イラスト
- 『リライブ』法条遥 / ハヤカワ文庫JA、2015年3月 - 表紙イラスト
- 『忘却のレーテ』法条遥 / 新潮文庫nex、2015年5月1日 - 表紙イラスト
- 『「悩み部」の結成と、その結末。――5分後に意外な結末』 / 学研、2015年5月29日 - 表紙イラスト
- 『セブン』乾くるみ / ハルキ文庫、2015年7月11日 - 表紙イラスト
- 『「悩み部」の栄光と、その慢心。――5分後に意外な結末』 / 学研、2015年7月24日 - 表紙イラスト
- 『ミステリークレイフィッシュ』飯田譲治、梓河人 / 双葉文庫、2015年8月6日 - 表紙イラスト
- 『君が電話をかけていた場所』三秋縋 / メディアワークス文庫、2015年8月25日 - 表紙イラスト
- 『僕が電話をかけていた場所』三秋縋 / メディアワークス文庫、2015年9月 - 表紙イラスト
- 『Juke books 2』アンソロジー / 旅の道文庫、2015年9月 - 表紙イラスト
- 『しゅうまつがやってくる! ―ラララ終末論。I―』（原案:sasakure.UK、著:入間人間、KADOKAWA、2015年12月） - 表紙＆挿画
- 『僕の諭吉おじさん』見鳥望 / ヒーロー文庫、2019年3月 - 表紙イラスト
- 『甲冑男子 〜言えないわたしを支えてくれる秘密の彼氏たち〜』ゆうきりん / LINE文庫、2020年2月 - 表紙イラスト
- 『失恋の準備をお願いします』浅倉秋成 / 講談社タイガ、2020年12月 - 表紙＆挿画
- 『人類の敵』赤橋三乃璃 / 幻冬舎、2021年9月1日 - 表紙イラスト
- 福屋HDリクルートサイト　/ 制作：UNIONNET Inc.　2024年04月- イラスト

### その他
- 「MdN（2011年8月号）」MdN社 - 「Photoshop magic factory」メイキング記事掲載[7]
- 「MdN（2012年1月号）」MdN社 - メイキング記事掲載
- 『MdNイラストレーターズファイル2012』MdN社 - 記事掲載[8]
- mamenoi - ビジュアル担当
- 『Tachyon』mamenoi - アートディレクター